# California King Bed
California King Bed is de vierde single van Rihanna's vijfde studioalbum Loud. Rihanna liet de fans kiezen over wat de volgende single werd. Ze hadden keuze uit Man Down, Fading , California King Bed en Cheers (Drink to That). Op 12 maart maakte Rihanna bekend dat "California King Bed" de 4de single van Loud werd. Het wordt de 4de internationale single terwijl Man down de 6de Amerikaanse single wordt.

## Videoclip
Rihanna maakte op 12 maart ook bekend dat de video nog in maart werd opgenomen. De videoclip is op VEVO uitgekomen op 6 mei. In het begin zien we Rihanna liggen in het gras. Vervolgens zien we haar samen met haar partner in een groot bed liggen. Tussen de zangstukken zingt Rihanna terwijl ze door gordijnen loopt en op haar terras staat. Naar het einde van de clip zien we RiRi's partner onder de douche staan en ligt Rihanna opnieuw in het gras. De regisseur van de clip is Anthony Mandler die al eerder verantwoordelijk was voor Only Girl (In the World).

## Hitnoteringen

### Nederlandse Top 40
| Hitnotering: 21-05-2011 t/m 27-08-2011 | Hitnotering: 21-05-2011 t/m 27-08-2011 | Hitnotering: 21-05-2011 t/m 27-08-2011 | Hitnotering: 21-05-2011 t/m 27-08-2011 | Hitnotering: 21-05-2011 t/m 27-08-2011 | Hitnotering: 21-05-2011 t/m 27-08-2011 | Hitnotering: 21-05-2011 t/m 27-08-2011 | Hitnotering: 21-05-2011 t/m 27-08-2011 | Hitnotering: 21-05-2011 t/m 27-08-2011 | Hitnotering: 21-05-2011 t/m 27-08-2011 | Hitnotering: 21-05-2011 t/m 27-08-2011 | Hitnotering: 21-05-2011 t/m 27-08-2011 | Hitnotering: 21-05-2011 t/m 27-08-2011 | Hitnotering: 21-05-2011 t/m 27-08-2011 | Hitnotering: 21-05-2011 t/m 27-08-2011 | Hitnotering: 21-05-2011 t/m 27-08-2011 | Hitnotering: 21-05-2011 t/m 27-08-2011 |
| Week:                                  | 1                                      | 2                                      | 3                                      | 4                                      | 5                                      | 6                                      | 7                                      | 8                                      | 9                                      | 10                                     | 11                                     | 12                                     | 13                                     | 14                                     | 15                                     |                                        |
| -------------------------------------- | -------------------------------------- | -------------------------------------- | -------------------------------------- | -------------------------------------- | -------------------------------------- | -------------------------------------- | -------------------------------------- | -------------------------------------- | -------------------------------------- | -------------------------------------- | -------------------------------------- | -------------------------------------- | -------------------------------------- | -------------------------------------- | -------------------------------------- | -------------------------------------- |
| Positie:                               | 27                                     | 24                                     | 15                                     | 12                                     | 9                                      | 14                                     | 16                                     | 16                                     | 16                                     | 21                                     | 21                                     | 31                                     | 33                                     | 36                                     | 40                                     | uit                                    |

### NederlandseSingle Top 100
| Hitnotering: 14-05-2011 t/m 17-09-2011 | Hitnotering: 14-05-2011 t/m 17-09-2011 | Hitnotering: 14-05-2011 t/m 17-09-2011 | Hitnotering: 14-05-2011 t/m 17-09-2011 | Hitnotering: 14-05-2011 t/m 17-09-2011 | Hitnotering: 14-05-2011 t/m 17-09-2011 | Hitnotering: 14-05-2011 t/m 17-09-2011 | Hitnotering: 14-05-2011 t/m 17-09-2011 | Hitnotering: 14-05-2011 t/m 17-09-2011 | Hitnotering: 14-05-2011 t/m 17-09-2011 | Hitnotering: 14-05-2011 t/m 17-09-2011 | Hitnotering: 14-05-2011 t/m 17-09-2011 | Hitnotering: 14-05-2011 t/m 17-09-2011 | Hitnotering: 14-05-2011 t/m 17-09-2011 | Hitnotering: 14-05-2011 t/m 17-09-2011 | Hitnotering: 14-05-2011 t/m 17-09-2011 | Hitnotering: 14-05-2011 t/m 17-09-2011 | Hitnotering: 14-05-2011 t/m 17-09-2011 | Hitnotering: 14-05-2011 t/m 17-09-2011 | Hitnotering: 14-05-2011 t/m 17-09-2011 | Hitnotering: 14-05-2011 t/m 17-09-2011 |
| Week:                                  | 1                                      | 2                                      | 3                                      | 4                                      | 5                                      | 6                                      | 7                                      | 8                                      | 9                                      | 10                                     | 11                                     | 12                                     | 13                                     | 14                                     | 15                                     | 16                                     | 17                                     | 18                                     | 19                                     |                                        |
| -------------------------------------- | -------------------------------------- | -------------------------------------- | -------------------------------------- | -------------------------------------- | -------------------------------------- | -------------------------------------- | -------------------------------------- | -------------------------------------- | -------------------------------------- | -------------------------------------- | -------------------------------------- | -------------------------------------- | -------------------------------------- | -------------------------------------- | -------------------------------------- | -------------------------------------- | -------------------------------------- | -------------------------------------- | -------------------------------------- | -------------------------------------- |
| Positie:                               | 56                                     | 40                                     | 19                                     | 24                                     | 21                                     | 31                                     | 30                                     | 31                                     | 23                                     | 34                                     | 42                                     | 57                                     | 48                                     | 43                                     | 57                                     | 64                                     | 64                                     | 74                                     | 88                                     | uit                                    |

### VlaamseUltratop 50
| Hitnotering: 03-06-2011 t/m 13-08-2011 | Hitnotering: 03-06-2011 t/m 13-08-2011 | Hitnotering: 03-06-2011 t/m 13-08-2011 | Hitnotering: 03-06-2011 t/m 13-08-2011 | Hitnotering: 03-06-2011 t/m 13-08-2011 | Hitnotering: 03-06-2011 t/m 13-08-2011 | Hitnotering: 03-06-2011 t/m 13-08-2011 | Hitnotering: 03-06-2011 t/m 13-08-2011 | Hitnotering: 03-06-2011 t/m 13-08-2011 | Hitnotering: 03-06-2011 t/m 13-08-2011 | Hitnotering: 03-06-2011 t/m 13-08-2011 | Hitnotering: 03-06-2011 t/m 13-08-2011 | Hitnotering: 03-06-2011 t/m 13-08-2011 |
| Week:                                  | 1                                      | 2                                      | 3                                      | 4                                      | 5                                      | 6                                      | 7                                      | 8                                      | 9                                      | 10                                     | 11                                     |                                        |
| -------------------------------------- | -------------------------------------- | -------------------------------------- | -------------------------------------- | -------------------------------------- | -------------------------------------- | -------------------------------------- | -------------------------------------- | -------------------------------------- | -------------------------------------- | -------------------------------------- | -------------------------------------- | -------------------------------------- |
| Positie:                               | 40                                     | 19                                     | 12                                     | 9                                      | 16                                     | 16                                     | 12                                     | 15                                     | 20                                     | 34                                     | 38                                     | uit                                    |

### VlaamseRadio 2 Top 30
| Hitnotering: 09-07-2011 t/m 05-11-2011 | Hitnotering: 09-07-2011 t/m 05-11-2011 | Hitnotering: 09-07-2011 t/m 05-11-2011 | Hitnotering: 09-07-2011 t/m 05-11-2011 | Hitnotering: 09-07-2011 t/m 05-11-2011 | Hitnotering: 09-07-2011 t/m 05-11-2011 | Hitnotering: 09-07-2011 t/m 05-11-2011 | Hitnotering: 09-07-2011 t/m 05-11-2011 | Hitnotering: 09-07-2011 t/m 05-11-2011 | Hitnotering: 09-07-2011 t/m 05-11-2011 | Hitnotering: 09-07-2011 t/m 05-11-2011 | Hitnotering: 09-07-2011 t/m 05-11-2011 | Hitnotering: 09-07-2011 t/m 05-11-2011 | Hitnotering: 09-07-2011 t/m 05-11-2011 | Hitnotering: 09-07-2011 t/m 05-11-2011 | Hitnotering: 09-07-2011 t/m 05-11-2011 | Hitnotering: 09-07-2011 t/m 05-11-2011 | Hitnotering: 09-07-2011 t/m 05-11-2011 | Hitnotering: 09-07-2011 t/m 05-11-2011 | Hitnotering: 09-07-2011 t/m 05-11-2011 |
| Week:                                  | 1                                      | 2                                      | 3                                      | 4                                      | 5                                      | 6                                      | 7                                      | 8                                      | 9                                      | 10                                     | 11                                     | 12                                     | 13                                     | 14                                     | 15                                     | 16                                     | 17                                     | 18                                     |                                        |
| -------------------------------------- | -------------------------------------- | -------------------------------------- | -------------------------------------- | -------------------------------------- | -------------------------------------- | -------------------------------------- | -------------------------------------- | -------------------------------------- | -------------------------------------- | -------------------------------------- | -------------------------------------- | -------------------------------------- | -------------------------------------- | -------------------------------------- | -------------------------------------- | -------------------------------------- | -------------------------------------- | -------------------------------------- | -------------------------------------- |
| Positie:                               | 21                                     | 17                                     | 12                                     | 11                                     | 9                                      | 8                                      | 8                                      | 10                                     | 12                                     | 9                                      | 8                                      | 9                                      | 11                                     | 13                                     | 14                                     | 20                                     | 23                                     | 27                                     | uit                                    |